# Kenta Fukumori
Kenta Fukumori (født 4. juli 1994) er en japansk fodboldspiller, som spiller for den japanske fodboldklub Giravanz Kitakyushu.